# 比弗頓克羅斯羅茲 (伊利諾伊州)
比弗頓克羅斯羅茲（英語：Beaverton Crossroads）是位於美國伊利諾伊州布恩縣的一個非建制地區。該地的面積和人口皆未知。

## 地理
比弗頓克羅斯羅茲的座標為42°24′28″N 88°49′18″W / 42.40778°N 88.82167°W，而該地的平均海拔高度為287米（即942英尺）。